# Ghiacciaio Talev
Il ghiacciaio Talev (in inglese Talev Glacier) (65°37′20″S 63°55′20″W) è un ghiacciaio lungo 4 km e largo 2,8, situato sulla costa di Graham, nella parte occidentale della Terra di Graham, in Antartide. In particolare, il ghiacciaio si trova sulla penisola di Barison, a ovest del ghiacciaio Cadman e sud-est del ghiacciaio Butamya, e da qui fluisce verso nord-est fino alla baia di Beascochea.

## Storia
Il ghiacciaio Rusalka è stato così battezzato dalla Commissione bulgara per i toponimi antartici in onore dello scrittore bulgaro Dimitar Talev (1898-1966).